# Podání ruky

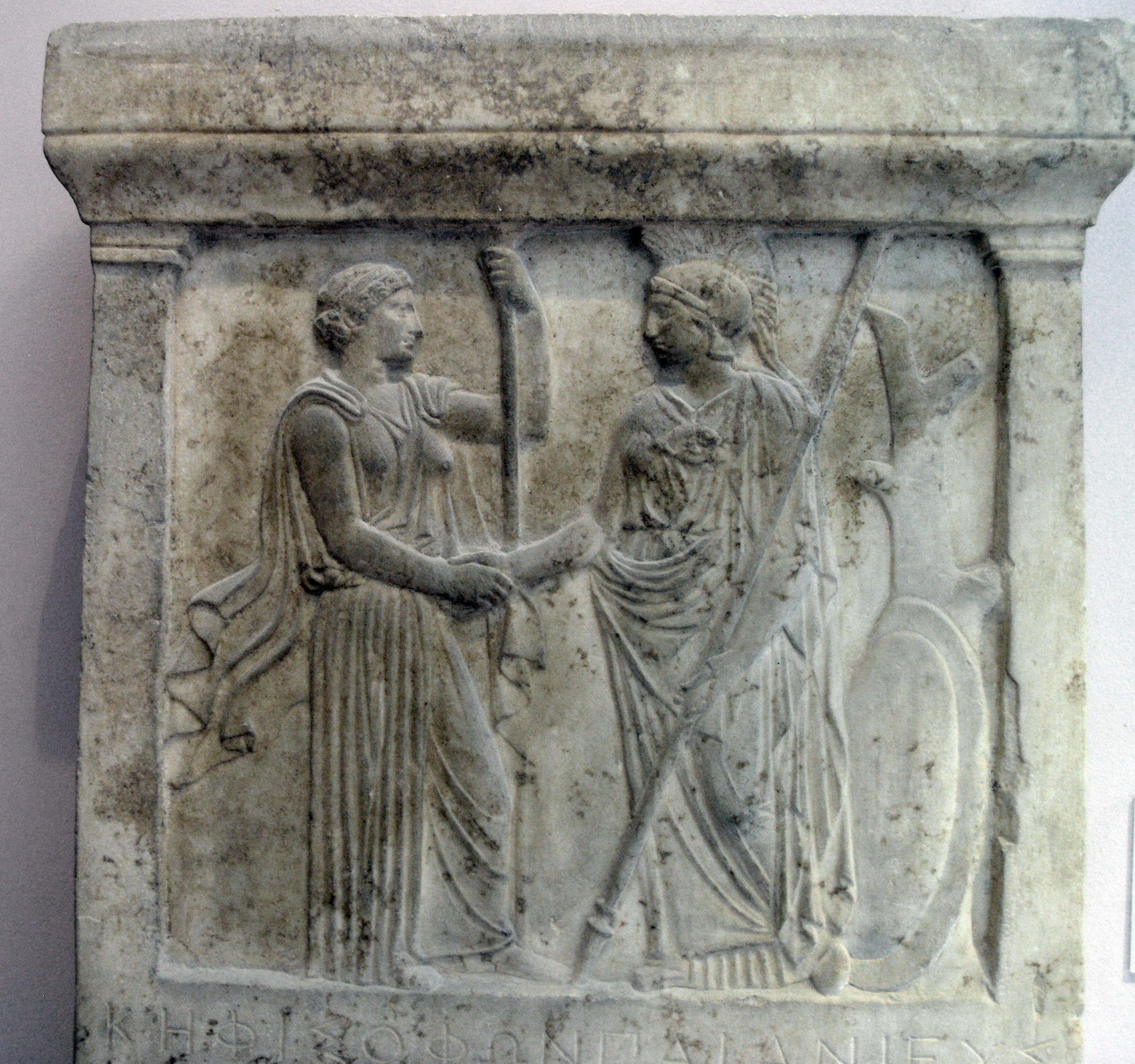
Héra a Aténa si podávají ruce, 5. stol. před n. l.

Podání ruky je krátký rituál mezi dvěma lidmi, kteří si vzájemně sevřou ruku. Podání rukou je občas doprovázeno jejich potřesením. Je součástí etikety i běžného každodenního soužití mezi lidmi. V různých částech světa se může lišit v detailech, jinak ale patří mezi nejrozšířenější a téměř univerzálně rozpoznatelné činnosti mezilidské komunikace.

## Příležitosti, kdy dochází k podání ruky
- neverbální pozdrav,
- přivítání a rozloučení
- začátek jednání, schůzky, vyjednávání,
- smíření,
- uzavření dohody, smlouvy,
- gratulace,
- sportovní zápas, soutěž, soupeření (před i po),
- honorování,
- kondolence,
- nabídka k tykání,

Podání ruky je vnímáno jako gesto, že zúčastnění jedinci jsou ochotni spolu komunikovat či jinak interagovat; též ukazuje uznání, respekt či rovnost vůči svému protějšku. Stejně tak neochota nabízenou ruku přijmout je chápána jako neochota k egalitární komunikaci či interakci a je vnímána jako nezdvořilé chování. Patří do formálního styku mezi lidmi.

## Etiketa
Příležitosti, způsob a vhodnost podání ruky upravuje etiketa. V západních kulturách většinou platí:
- ruku podává (nabízí k pozdravu) jako první osoba starší nebo váženější, stejně tak žena ji nabízí jako první muži.
- ruka se podává bez rukavice; v minulosti nicméně mohla žena podat muži ruku v rukavičce
- je doporučeno ruku středně silně stisknout (tedy nepodávat ani „svěrák“ ani „leklou rybu“)
- je doporučeno se při podání (potřesení) ruky dívat svému protějšku přímo do očí; uhýbání pohledem může být vnímáno jako nedostatek upřímnosti nebo čistých úmyslů
- u představení jednoho člověka vícero lidem se předpokládá, že jednotlivá podání ruky budou kratší a že mohou být bez potřesení
- potřesení ruky je pravděpodobnější u gratulace, a je většinou úměrná sdílenému entusiasmu
- při představení je doporučeno rukou potřást 2× až 3× a netřást celou paží ale jen od lokte
- ruce by měly být podány „na půl cesty“ mezi zúčastněnými a neměly by být nakloněny či jinak zkrouceny pro pohodlnost jednoho ze zdravících lidí – oba tyto znaky také zdůrazňují vzájemnou rovnost
- je nevhodné nabídnout zpocenou či zašpiněnou ruku, nemůže-li si ji dotyčný včas utřít nebo nemůže-li ji podat z jiných důvodů (vyrážka, obvaz apod.), je akceptovatelné, pokud ruku nepodá a důvod vysvětlí

### V jednotlivých kulturách

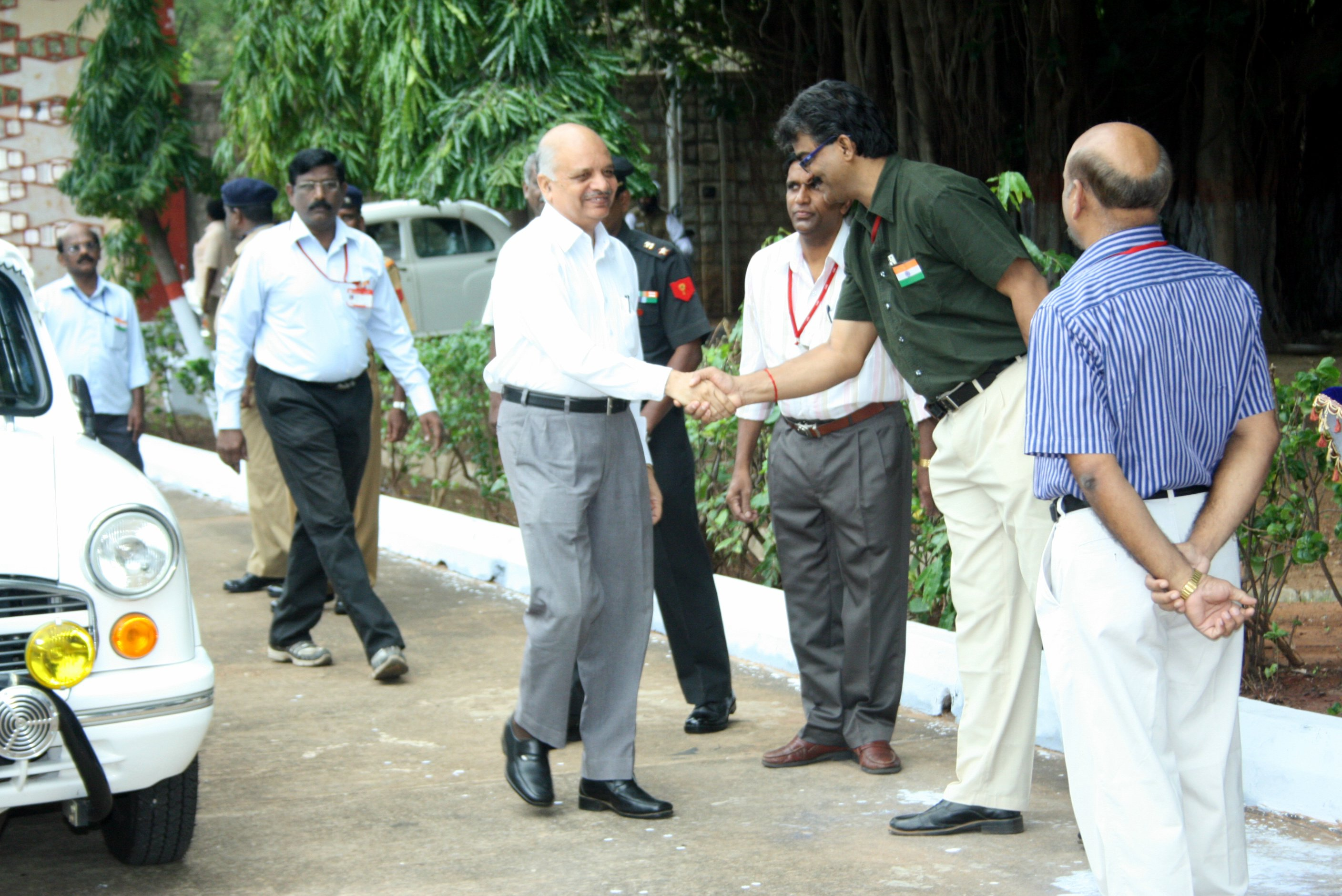
Podávání rukou v Indii

- V anglofonních zemích je podání ruky očekáváno v obchodní sféře stejně mezi muži tak ženami. V ostatních situacích muži podávají ruce častěji než ženy.
- V Nizozemsku a Belgii jsou podání ruky ještě o trochu častější než ostatních zemích, zvláště při obchodních jednáních, poradách a setkáních různého druhu.
- Ve Švýcarsku může muž podat ruku ženě (i v případě, že není starší nebo váženější osobou z dvojice).[zdroj?]
- V Rakousku a Polsku je větší tendence třást si rukou, včetně pozdravu dospělých s dětmi nebo dětí mezi sebou.
- V Rusku převažuje podání ruky bez potřesení, zvláště mezi mužem a ženou. Potřesení muže ženinou rukou může být dokonce považováno za nevhodné a vhodnější formou je políbení ruky.[zdroj?] To je ale naopak nevhodné v obchodním styku.
- V Severní Americe a Evropě se považuje za vhodné ruku pevně stisknout a naopak podání „leklé ryby“ může být protějškem vnímáno jako nedostatek zájmu (jedná-li se jednání) nebo mdlost charakteru.
- Slabý nebo žádný stisk při podání ruky je běžný na Středním Východě v arabských zemích a některých[kde?] asijských zemích.
- Podání ruky není doporučeno či vnímáno jako vhodné mezi mužem a ženou v několika[kde?] majoritně islámských zemích, zejména jsou-li si navzájem neznámí.
- V Číně je častější slabší stisk a též delší držení rukou po úvodním potřesení.
- V Japonsku je podání ruky neobvyklé; je preferovaný slabý stisk a současně (je-li podání ruky mezi cizincem a místním), aby podání ruky inicioval místní.
- V Indii převažuje podání ruky při obchodním jednání , v ostatních případech převažuje tradiční pozdrav úcty Namaste.
- V Norsku se preferuje relativně silný stisk; řádné potřesení ruky následuje v případě uzavření dohody.

## Variace
- Jedna z variant je nabídnutí pouze prstů, ne celé ruky. Tato varianta byla praktikovaná v minulosti ženami vůči mužům (kteří je mohli zdvořile stisknout nebo je v náznaku políbit) a nebo též vysoce postaveným figurám vůči méně privilegovaným. V kontextu podání ruky coby pozdravu „rovného s rovným“ není tato varianta doporučena.
- V západním světě při podání ruky může jeden nebo oba zúčastnění položit volnou ruku na již stisknuté ruce, popřípadě i s nimi třást. Je to častější při příležitosti vítání, gratulace či kondolence. Toto gesto může být vnímáno jako pozdrav s dodatečnou vroucností, upřímností či odevzdáním.
- Vložení druhé ruky na stisknuté ruce je často praktikováno politiky. Jiné takové gesto je, pokud se politici po úvodním stisku ruky postaví tělem před případné fotografy a kameramany, aby jim zapózovali, a takto zůstanou po několik sekund, dívajíce se ne navzájem do očí ale do objektivů.
- Gesto, vnímané[kde?] též jako dodatečná upřímnost či vroucnost mezi takto se zdravícími lidmi, může být položení volné ruky na rameno protějšku nebo jeho poplácání. Typicky u vroucného uvítání může podání ruky přejít v obejmutí.
- Stisk pravých rukou a stisk pravé paže protějšku levou rukou je varianta praktikovaná v Jižní Koreji, která je tam považována za symbol respektu.[zdroj?]
- Úklona současně s podáním ruky (častější v některých[kde?] asijských zemích, ale západní svět nevylučuje) je vnímána jako projev úcty (ale někdy též podřízenosti) svému protějšku. Je-li oboustranná, pak je i celý tento rituál vnímán jako „rovný s rovným“ (a vice versa).
- To, jestli je podána pravá nebo levá ruka, přibližně koreluje s tím, jaká ruka je dominantní – převážně je to pravice. Skauti si podávají levou ruku.
- Podání ruky východoafrického kmene Masajů patří mezi nejkratší – jde v podstatě jen o otření dlaní rukou o sebe nebo jen samotné dotknutí.[1]
- V subsaharské Africe, například v Mali, je časté, že se při jedinci při podání pravé ruky dotknou levou rukou svého vnějšího pravého předloktí.[1]
- V Maroku je podání ruky následováno (typicky jedním až trojnásobným) políbením prstů svého protějšku.[zdroj?]
- V některých[kde?] oblastech Afriky má podání ruky význam započaté konverzace či jednání mezi zdravícími se lidmi. Dokud se drží, ostatní nemají povoleno (resp. je považováno za nevhodné) vstoupit do jejich konverzace.
- V Turecku se podání rukou stalo rituálem obchodního vyjednávání; k tomu nemůže dojít před sevřením rukou. Účastníci si pak jimi třesou tak dlouho, dokud se nedohodnou na ceně.[zdroj?]

## Historie
První artefakty zobrazující podání ruky pocházejí z 5. století před n. l., ale lze se domnívat, že podání ruky pochází již z pravěku. Podle různých zdrojů[ujasnit] je podání ruky gestem míru, které mělo oběma účastníkům ukázat, že jejich protějšek nemá v ruce zbraň. 